# Бехемот
Бехемот (хебр. בהמות‎, behemot; у преводу Ђуре Даничића „слон”) звијер је која се помиње у Књизи о Јову. Могући изглед креће се од митолошког бића до слона, нилског коња, носорога или бивола. Метафорички, назив је почео да се користи за било који изузетно велики или моћан ентитет.